# Henry Detouche
Pour les articles homonymes, voir Detouche.
Henry Detouche, né à Paris le 10 janvier 1854 et mort dans la même ville le 12 mars 1913, est un peintre, dessinateur, aquarelliste, graveur, lithographe, écrivain et critique d'art français.

## Biographie

### Le peintre
Henri Julien Marie Detouche est d'abord l'élève de son père, le peintre d'histoire Laurent Detouche (1815-1882), puis celui d'Ulysse Butin (1837-1883), peintre de marines et graveur, qui lui enseigne l'art du modelé et du dessin en volume comme le pratiquent les sculpteurs. Il devient membre de la Société des artistes français en 1889. Peintre jusqu'à la trentaine, il se dirige ensuite vers la gravure. Il voyage beaucoup.
En 1896, il est invité à titre étranger par la Société royale belge des aquarellistes et expose à Bruxelles trois Intimités de mer. Il parcourt l'Espagne l'année suivante et sacrifie à la mode de l'espagnolisme, assez répandue parmi les artistes, écrivains et musiciens de cette époque.
Revenu à Paris, il collabore à plusieurs journaux : La Plume, Le Courrier français, L'Art moderne, Panurge. Il participe régulièrement au Salon des artistes français et surtout au Salon des humoristes avec des aquarelles et des pastels sur le thème de la femme.

### Le graveur
À partir de 1884, Henry Detouche se consacre à l'illustration et à l'estampe originale : eaux-fortes, aquatintes de 1885 à 1913, pointes sèches de 1885 à 1892 et lithographies de 1886 à 1901. Il s'intéresse d'abord à la gravure en noir avec notamment : Le Diable au corps, Femme au torse nu, La luxure (1885), Venise (1892), etc. Sa première eau-forte en couleurs connue apparaît en 1895 : Ébat matinal. Le procédé l'enchante ; viennent alors de nombreuses planches. Vers 1896-1897, Detouche se rend en Espagne. Ses souvenirs d'Espagne (neuf eaux fortes et aquatintes) : Tango, Le Bolero, La Purissima, Juana, entre autres, sont les premières manifestations de ce séjour où danses et danseuses l'ont particulièrement séduit. Il exécute une lithographie en couleurs pour le Salon des Cent, l'affiche pour la 22e exposition en juillet 1896. La revue L'Estampe moderne choisit de reproduire Les Ronces (1897).
Il faut attendre 1905 pour voir exposer quelques gravures en couleurs chez Georges Petit (La Sévillana, La Tortajada, La Cangue…) et déjà quelques médaillons (Féminités). Renouant ainsi avec la tradition de Philibert-Louis Debucourt[Quoi ?], il exécutera d'autres médaillons lithographiques en couleurs comme Liberté-Égalité-Fraternité (figurant la République) et les Cinq Sens (cinq médaillons en aquatinte en 1905).
En 1908, il présente au Salon des humoristes les seize eaux-fortes de Turbulences andalouses : La Page, La Perversité, etc. Ses thèmes principaux sont les paysages de montagne et les figures féminines, un peu perverses, inspirées des motifs de Félicien Rops. Mais son sujet de prédilection reste l'Espagne qui lui a inspiré ses planches les plus intéressantes entre 1897 et 1910.

### Le critique d'art
Henry-Julien Detouche écrit dans plusieurs journaux : La Plume, Le Courrier français, L'Art moderne, Panurge. Critique d'art, il est remarqué par Maurice Barrès, Anatole France, Stéphane Mallarmé, Edmond de Goncourt, Pierre Puvis de Chavannes, Félicien Rops ou Auguste Rodin.

## Publications
- Propos d'un peintre, frontispice de Félicien Rops, cet ouvrage comprend trois composition hors texte de l'auteur, Librairie de l'Art Indépendant, 1895.lire en ligne sur Gallica
- Félicien Rops, suivi de lettres à une femme, 1899.
- De Montmartre à Montserrat (d'un moulin à un monastère), illustrations de l'auteur, Mercure de France, 1899[4] .
- Les Péchés capitaux, illustrations de l'auteur, préface d'Henri de Régnier, 1900.
- Les peintres de la Femme intégrale, illustrations de Félicien Rops et Adolphe Léon Willette, Librairie Blaizot, 1906.
- Sous la dictée de la vie, préface de Maurice Barrès, avant propos d'Anatole France, Auguste Rodin, comprend « La Fiancée posthume » ; « Consultation en Transylvanie » ; « Souvenirs de Hongrie » ; « La Grenade s'ouvre {réflexions intimes} » ; « La Mer (au statuaire A. Rodin) » ; « À la Gloire du chat », Librairie Blaizot, 1908[5].
- Les Grains du Sablier (Sous la dictée de la vie, 2e partie), frontispice d'Adolphe Léon Willette, Blaizot Éditeur, 1908.
- Les ébats du Sagittaire, frontispice de Jean-Louis Forain, Blaizot Libraire, 1912[6].

## Collections publiques
- Paris :
  - Bibliothèque nationale de France :
    - 22e Exposition des Cent, 1896, affiche, lithographie en couleurs, 64 × 44 cm[7] ;
    - Portrait de Claude Debussy, dessin[8].

  - musée Rodin : Danseuse espagnole, vers 1897, dessin, 27 × 37 cm[9].

- Localisation inconnue, anciennement au musée du Luxembourg :
  - Ballerines andalouses ;
  - Tango ;
  - Boléro ;
  - Escarpolette ;
  - Juana l'Andalouse ;
  - Melle Jane Montmartin ;
  - Sevillana ;
  - Souvenir du Caire ;
  - Tango ;
  - Vito.

Œuvres d'Henry Detouche
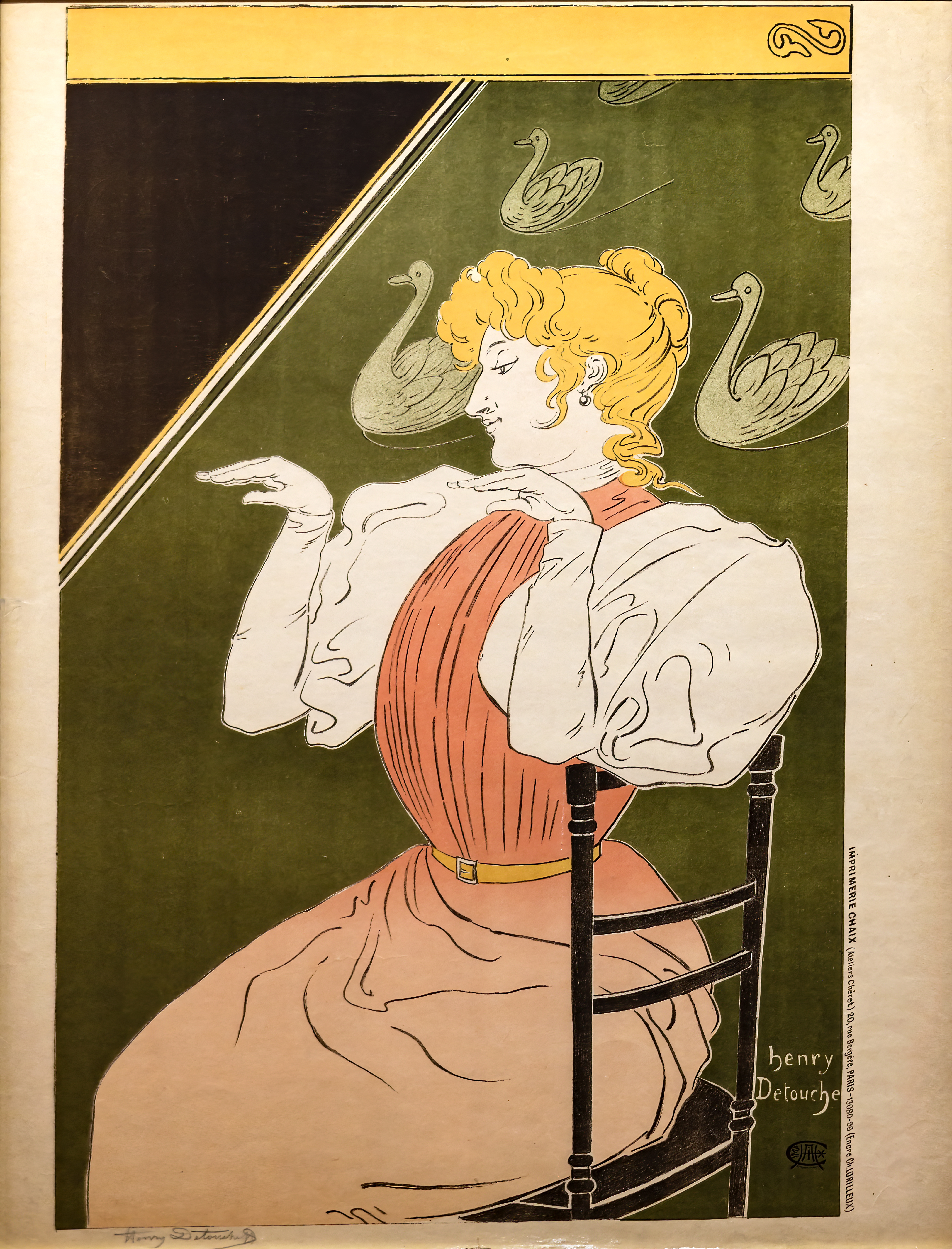
Affiche EAL pour le Salon des Cent, 1896.
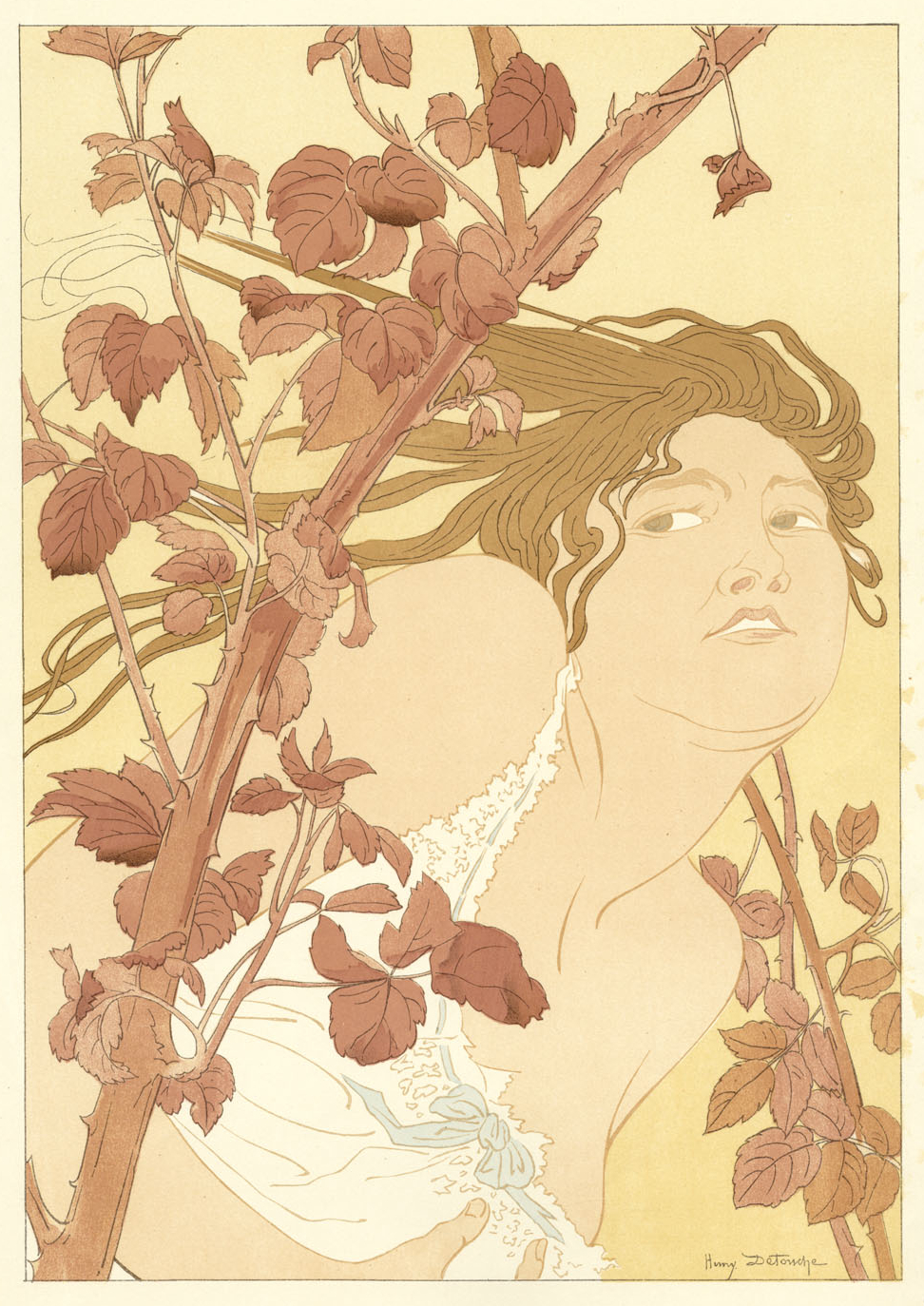
Lithographie pour L'Estampe moderne, 1897.
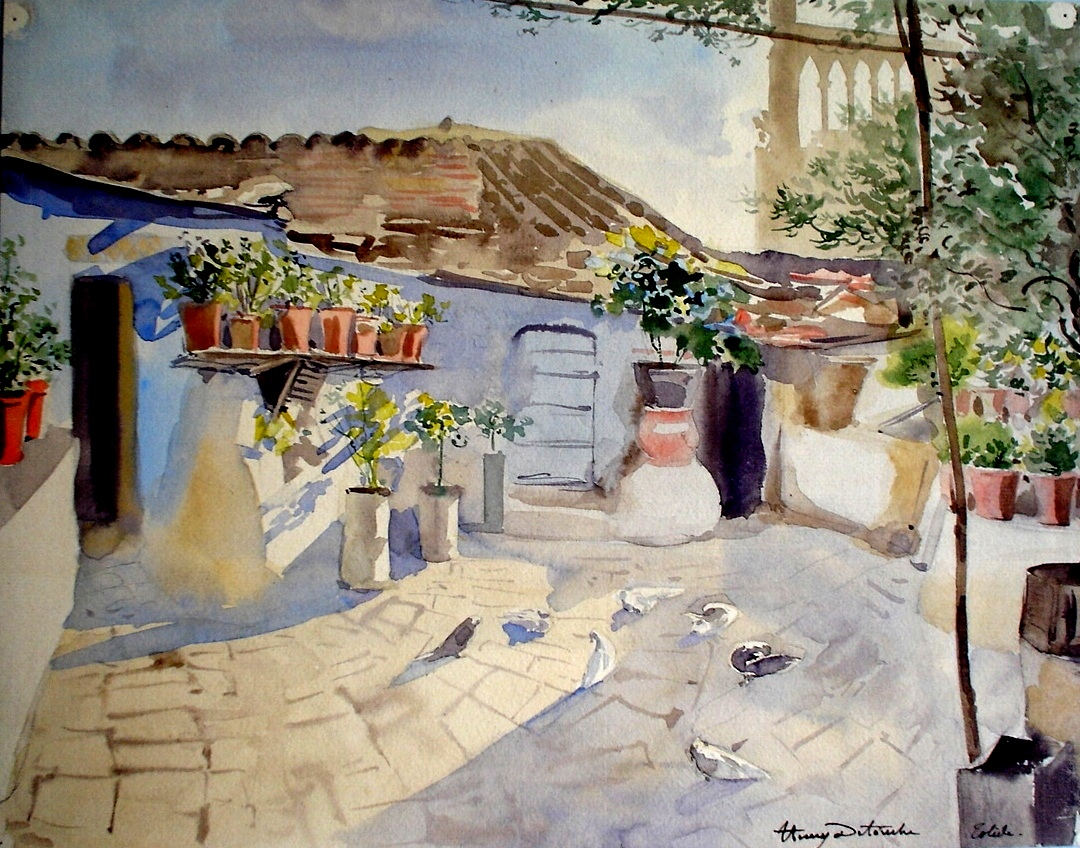
Terrasse Calle del Angel, aquarelle d'août 1909, localisation inconnue.